# 一桶阿蒙蒂亞度酒
《一桶阿蒙蒂亞度酒》，又译《一桶白葡萄酒》，是一部由愛倫·坡於1846年所著的短篇小說，當時發佈在女性雜誌《戈迪妇女杂志》上。
这个（虛构)故事發生在一座无名的意大利城市和一个未被具体说明的年份（也许是在18世纪）并涉及到了叙述者对他的一个朋友实施的致命复仇，因为他宣称对方羞辱了他。跟爱伦·坡的一些其他的故事一样，为了使主题来保持19世纪式的魅力，本故事以一个人被活埋（復仇）为中心──在这个故事中，活埋是通过幽禁来实现的。
跟在《黑貓》和《告密的心/泄密的心》里一样，爱伦·坡以谋杀者的角度讲述故事。

## 故事簡介
蒙特里梭是故事中的敘說者，對著某個不明確,卻非常了解他的人述說,他对他的贵族伙伴福吐纳托复了仇。愤恨于某些未被具体说明的羞辱，他设计在欢宴期间，趁他的朋友醉得头晕目眩，并且穿着小丑花衣时，谋杀了此人。
他告诉了福吐纳托他得到了一大桶（大约130加仑，即492公升）名為Amontillado的酒，以此来引诱了他。Amontillado是一种稀有而珍贵的雪利酒。他声称他想得到他的朋友对这个对象的专业的评论。福吐纳托随蒙特里梭去了后者宅邸内的酒窖，他们在那里徘徊于地下墓穴之中。蒙特里梭提供了一壶葛拉维酒给福吐纳托，这是一种葡萄酒；在一个地点，福吐纳托高舉酒瓶，做了一个荒謬古怪的手势。当蒙特里梭显得不认识这个手势时，福吐纳托问：“你不是共濟會(mason)的？”蒙特里梭说他是，福吐纳托不相信，要求一个暗号，蒙特里梭便展示了一把他藏着的泥刀(原文中的"mason"有石匠及共濟會的意思)。
蒙特里梭告诫福吐纳托，说对方在湿气中咳得厉害，建议他们回去；福吐纳托坚持要继续，宣称“（他）不会咳死”。在他们行走时，蒙特里梭提到了他的家徽：在蓝色背景下，一只脚踩着一条蛇，蛇的牙齿正深深地咬紧在了脚踝里。他还提到了家训：Nemo me impune lacessit（“凡伤我者，必遭惩罚”）。当他们来到了一座壁龛处，蒙特里梭告诉他的被害人，白葡萄酒就在里面。福吐纳托进去了。他喝醉了，所以没有怀疑，没有反对蒙特里梭，而蒙特里梭迅速地用链条把他拴在了墙上。蒙特里梭之后宣称，既然福吐纳托不肯回去，那他就“必須得離開(他)了”。
蒙特里梭修墙堵住壁龛，活埋他的朋友。起初，福吐纳托很快就酒醒了，比蒙特里梭预期的还快。他摇晃锁链，试图逃走。之后叙述者停下了一阵工作，这样他就能享受这声音。福吐纳托之后高声呼救，但是蒙特里梭嘲笑他的尖叫，让他知道没人能听见他们。福吐纳托无力地发笑，试图假装他只是一个被开玩笑的对象，人们会等着他（包括福吐纳托夫人）。在谋杀者完成石墙的最高一层时，福吐纳托哀号说：“看在老天爷份上，蒙特里梭！”。蒙特里梭回答：“对，看在老天爷份上！”他想听见回答，但是只听见了小丑的铃铛响声。在放下最后一块石头时，他从空隙丢进了一根燃烧的火把。他表示他衷心感到一陣噁心，但是他认为这个反应是因为地下墓穴的湿气的影响所致。
在最后几句，蒙特里梭表露说，至今已經50年了，而福吐纳托的身体仍然被吊在他留下的那座壁龛上的锁链里。谋杀者最後以這句話結尾，他说道：In pace requiescat!（“愿死者安息吧！”）

## 发表经历
《一桶白葡萄酒》首次被刊登于1846年11月发行的《戈迪妇女杂志》。这本杂志在当时的美国是最流行的期刊。在爱伦·坡的一生中，它仅仅被额外刊登过一次。

## 解析
尽管爱伦·坡的故事的主题是谋杀，《一桶白葡萄酒》并非像《莫尔格街凶杀案》或《失窃的信》一样是个侦探故事；文中没有对蒙特里梭的罪行的调查，而是罪犯自己解释了他如何实施这场谋杀。《一桶白葡萄酒》中的谜题是蒙特里梭的谋杀动机。因为故事里没有侦探，所以解决这个谜题就取决于读者了。
除了蒙特里梭模糊地提到的“百般迫害”以外，他从没有明确指出他的动机。许多评注者推断，缺乏重大的理由，蒙特里梭一定疯了，然而由于情节中的复杂精细的细节，这是靠不住的。
尽管福吐纳托被展现为品酒家，他在故事中的行为仍然是可疑的。比如说，在开头，他评论另一名贵族无法区别Amontillado和雪利酒，而Amontillado事实上就是一种雪利酒；另外在对待昂贵的法国葡萄酒葛拉维时，他的重视程度非常地低，总是一大口一大口地喝它。
根据个人经历，爱伦·坡也许了解砌砖。爱伦·坡的一生中的许多时期都缺少重要的详细传记，包括他在1837年离开《南方文学信使》后做了什么。爱伦·坡的立传者约翰·亨·英格拉姆对莎拉·海伦·惠特曼写道，某个名叫“艾伦”的人说，爱伦·坡在1834年的深秋，“在砖厂”工作。此消息的来源被罗伯特·T·P·艾伦确认，他是爱伦·坡在西点军校时的同学。

## 灵感
一个由他人杜撰的传说认为，《一桶白葡萄酒》的灵感来自于爱伦·坡在1827年在马萨诸塞的卡斯尔岛（南波士顿）当列兵时听来的一个故事。根据这个传说，当他在1827年驻扎在卡斯尔岛时，他看见了一块罗伯特·梅西的纪念碑。梅西在与古斯塔夫斯·德兰中尉进行了一场关于纸牌游戏的争执之后，于1817年的圣诞节在一场真剑决斗中死在了其手下。根据这个传说，其他的士兵们之后向德兰复了仇。他们灌醉了他，诱惑他去了地牢，把他用链条拴在了墙上，并用一个地窖封住了他。（不过最后这个部分是不真实的，因为德兰受到了军事审判并被宣告无罪，一直活到了1846年。）一份对一具被发现于该岛上的骸骨的报告，也许成为了关于爱伦·坡的主要的来源的被混淆了的记忆。爱伦·坡的主要的来源其实是乔尔·海德利的《墙中人》（1844），它讲述了作者看到了一具被监禁在一座意大利教堂的墙里面的骷髅。海德利的故事中包含的细节和《一桶白葡萄酒》中的非常相似；除了用墙把敌人围在隐秘的壁龛里以外，这个故事还详述了对砖头的仔细的摆放、复仇的动机，以及被害人的极度痛苦的呻吟。爱伦·坡可能也在奥诺雷·德·巴尔扎克的《大白莱德克》（《民主评论》，1843年11月）或者他的朋友乔治·利帕德的《贵格会市》或《僧侣殿里的僧侣》（1845）里看到了相似的主题。蒙特里梭的家训“Nemo me impune lacessit”也许是爱伦·坡从詹姆斯·菲尼莫·库柏那里借用来的。库柏在《最后的莫希干人》（1826）中使用了这一行文字。
不过，爱伦·坡写他的故事，是要对他个人的对手托马斯·邓恩·英格利什作出回应。爱伦·坡和英格利什有一些对抗，通常以对方的文学讽刺文为中心。爱伦·坡认为英格利什的一篇著作有一点太极端，并成功地在1846年以诽谤罪控告了对方在《纽约之镜》的编辑们。是年，英格利什发表了一篇以复仇为目的的小说，名为《1844》，或者，《SF的力量》。它的情节很曲折，并且难以被理解，但是涉及到了秘密结社，并且最终有一个复仇的主题。这其中包含了一位名叫马默杜克·锤头的角色，他是《黑爪》的著名作家，使用“永不复焉”和“失去的丽诺尔”之类的短语，这涉及到了爱伦·坡的诗《乌鸦》。这个对爱伦·坡的拙劣的模仿被描述为了一个醉汉、说谎者，和一个暴虐的情人。
爱伦·坡以《一桶白葡萄酒》作了回应，用了许多特殊的东西来提及英格利什的小说。在爱伦·坡的故事中，福吐纳托提到了秘密结社共济会（小说中的“泥瓦工”暗示共济会），这就相似于《1844》中的秘密结社。爱伦·坡甚至还制造了一个手势，它相似于在《1844》中被描写到的那一个（它是一个悲伤的暗号）。英格利什还用到了一幅象征图像，内容为一只鹰用爪子抓住一条蛇，这相似于蒙特里梭的家徽，其内容为一只脚重踏住一条蛇──然而在这幅图像中，这条蛇正咬着脚踝。事实上，《一桶白葡萄酒》的许多场景都来自于《1844》中的场景，它们都发生于一个地窖里。而最后，爱伦·坡“未对对方造成惩罚”，因为他并没有因为自己的文学式复仇而得到好评，他只是编了一个简洁的故事（作为对小说的反对），造成了非凡的影响，如同他在随笔《创作哲学》中提到的一样。
爱伦·坡也许也受过华盛顿运动的启发，至少是在过去。这是一个宣传戒酒的团体。这个组织由洗心革面了的酒徒们组成，他们试图威胁人们戒酒。爱伦·坡也许是在1843年，在喝了一阵酒之后，承诺要加入这个运动的，他希望得到一个政治职位。《一桶白葡萄酒》也许是一个“黑暗的戒酒故事”，打算警示人们意识到喝酒的危险。
爱伦·坡的研究者理查德·P·本顿声称，他相信“爱伦·坡的主人公的名字（Montresor）是法语人名Montrésor的英语版”，并且他还强烈主张，爱伦·坡的蒙特里梭的原型“是17世纪的政治谋反者，路易十三国王的意志薄弱的兄弟加斯东·德·奥尔良的随行人员，蒙特里梭伯爵克劳德·德·布尔代勒”。这名“著名的阴谋家兼回忆录作者”最先是由爱伦·坡的研究者伯顿·R·波林联系到《一桶白葡萄酒》的。